# (9235) Shimanamikaido
(9235) Shimanamikaido – planetoida z pasa głównego asteroid okrążająca Słońce w ciągu 3 lat i 301 dni w średniej odległości 2,44 j.a. Została odkryta 9 lutego 1997 roku przez Akimasę Nakamurę. Przed nadaniem nazwy planetoida nosiła oznaczenie tymczasowe (9235) 1997 CT21.